# Patricia Morrison
Patricia Morrison, pseudonimo di Patricia Anne Rainone (Los Angeles, 14 gennaio 1962), è una bassista e cantante statunitense.
È nota principalmente per aver fatto parte di tre gruppi rock di culto quali The Gun Club, The Damned e The Sisters of Mercy.
È sposata con Dave Vanian, cantante e leader degli stessi Damned, dal quale ha avuto una figlia, Emily, nata nel 2004.

## Biografia
Patricia Morrison, fin dall'adolescenza, è stata parte integrante della scena punk di Los Angeles. Iniziò a suonare il basso all'età di 16 anni: la sua prima band, Femme Fatale, però non si esibì mai dal vivo.
Nel 1976, insieme all'amica Alice Armendaryz fondò The Bags. In piena esplosione punk, avevano l'abitudine di suonare con un sacchetto in testa per celare la loro identità. Si esibirono in moltissimi locali della costa ovest, fino a supportare Iggy Pop a Seattle. A seguito di aspri dissapori con Alice Armendaryz, fu costretta a lasciare la formazione con l'accusa "di essere troppo punk".

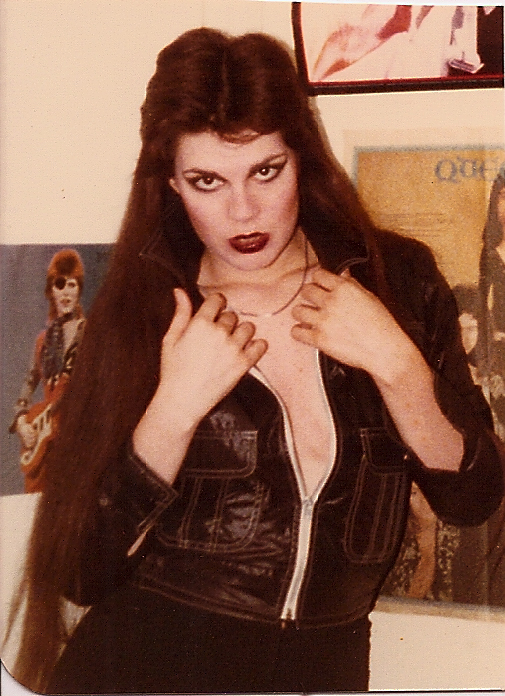
"Pat Bag" nel 1977

Nel 1981 fondò i Legal Weapon con il cantante Kat Arthur, il chitarrista Brian Hansen e il batterista Charlie Vartanian. La formazione cambiò in seguito e il gruppo pubblicò No Sorrow, un EP di cinque brani. Al momento della sua uscita, i rapporti rimasero amichevoli.
Nel 1982 si unì ai Gun-Club per sostituire il bassista Rob Ritter; con loro fu pubblicato l'album The Las Vegas Story e partecipò anche a un loro progetto collaterale, The Legendary Sturdust Cowboy ("Questa band andava vista per crederci, portavo un'enorme parrucca alla Dolly Parton e un gigantesco reggiseno imbotitto"): il suo aspetto era talmente anomalo che quando suonavano in tour nessuno la riconobbe o credette fosse lei.
Dopo due tour, nel 1984 lasciò il gruppo e costituì, insieme a Kid Congo Powers, i Fur Bible. Con questa band pubblicò un EP e suonò come supporto per Siouxsie and the Banshees.
Nel 1986 Patricia Morrison fu contattata da Andrew Eldritch per unirsi ai suoi The Sisters of Mercy. I due si erano conosciuti in tour nel 1983. La collaborazione iniziò prima sull'album Gift (pubblicato come Sisterhood) del 1986 e quindi proseguì in Floodland (pubblicato come The Sisters of Mercy) del 1987, sempre come bassista e corista.
Patricia Morrison lasciò i progetti di Eldritch nei primi anni novanta, in forte contrasto con quest'ultimo. In particolare, non fu mai smentita la voce che la voleva essere stata scelta semplicemente per il suo personale, incarnazione della perfetta Goth-Pin-up, piuttosto che per le sue doti musicali. A riprova, durante la sua presenza non ci furono esibizioni dal vivo.
Il suo effettivo contributo è stato oggetto di discussione ma è attestato che ebbe parte rilevante nella fase di promozione apparendo in video, foto e interviste con lo stesso Eldritch, che nel 1992 commentò così la loro collaborazione: 
 La controversia approdò anche in tribunale, a cui Morrison si era rivolta per non avere incassato i propri compensi e fu conclusa con una transazione.
Alle insinuazioni di Eldritch, Morrison rispose che 
Il loro manager all'epoca, Boyd Steemson, in seguito precisò che Morrison non era coinvolta nella musica in modo diretto ma aveva avuto una parte rilevante nel successo del gruppo grazie al suo look e all'immagine che sapeva dare del tutto, cosa che diede grande valore aggiunto ma che alla lunga suscitò l'ostilità di Eldritch..
La canzone dei Sisters of Mercy Lucretia My Reflection è stata scritta da Eldritch con soggetto proprio Patricia Morrison, paragonata nel testo alla figura di Lucrezia Borgia. Ad ogni modo, la sua presenza è rimasta indissolubilmente legata a quello che è stato il maggiore successo commerciale dei Sisters of Mercy: l'acconciatura, il rossetto nero e il suo guardaroba fetish attirarono molti nuovi fans in un periodo in cui i video musicali erano all'apice della popolarità.
Nel 1994 ha pubblicato l'album solista Reflect on This. All'epoca era in difficoltà economiche e riuscì a registrare l'album grazie al contributo di alcuni amici come il batterista Franco Rogantan e il manager Ian Blacakaby. Al disco seguì un tour con diversi concerti in Gran Bretagna, Germania e Repubblica Ceca.
Nel 1996 fu invitata a far parte dei Damned dopo che il bassista Paul Gray era stato ferito da un fan durante un concerto. Quello stesso anno ha sposato il loro cantante, Dave Vanian, conosciuto a suo dire tramite una tavola Ouija. Assieme ai Damned ha suonato praticamente in tutto il mondo. Per sua stessa ammissione, questa è stata la situazione che le ha dato maggiore soddisfazione. Dopo la nascita della figlia Emily Vanian, ha lasciato la band ed è stata sostituita da Stu West.
Famosa per la sua bellezza e il suo look goth-rock, ha definito le tre cose più strane che abbia fatto come "avere sposato un vampiro, avere scalato il Vesuvio sui tacchi alti e avere deciso di fare la bassista invece di essere una veterinaria."

## Discografia
The Bags:
- 1978: Survive (7"-Singolo)

Legal Weapon:
- 1981: No Sorrow (EP)

The Gun Club:
- 1983: Death Party (Live-LP)
- 1984: The Las Vegas Story (LP)
- 1985: Love Supreme (Live-LP)
- 1985: Danse Kalinda Boom (Live-LP)

Fur Bible:
- 1985: Plunder the Tombs (EP)

The Suicide Twins:
- 1986: Silver Missiles and Nightingales (LP)

The Sisterhood:
- 1986: Giving Ground (7"-Singolo)
- 1986: Gift (LP/CD)

The Sisters of Mercy:
- 1987: This Corrosion (7"/12"-Singolo)
- 1987: Floodland (LP/CD)
- 1988: Dominion (7"/12"-Singolo)
- 1988: Lucretia My Reflection (7"/12"-Singolo)

Solista:
- 1994: Reflect on This (CD)

The Damned:
- 2001: Grave Disorder (CD)